# George Linnaeus Banks
George Linnaeus Banks (Birmingham, 2 de março de 1821 – Londres, 3 de maio de 1881), marido da escritora Isabella Banks, foi um jornalista, redator, poeta, dramaturgo, ator amador e orador britânico.

## Infância e juventude
George nasceu em Birmingham, era filho de John Banks, um vendedor de sementes. Seu pai era um severo metodista. Certa vez, tirou um Robinson Crusoe das mãos de seu filho e o jogou no fogo. Quando garoto, George, ficou totalmente cego por sete meses e acabou sendo curado por um charlatão, que aplicou sanguessugas nas solas de seus pés. Foi mandado para servir como aprendiz de um gravador, mas seus olhos mostraram-se fracos demais para esse trabalho, e depois foi para um modelador, e, quando negligenciado por seu pai, foi ser aprendiz de marceneiro. Seu mestre faliu, e ele se tornou, aos dezessete ou dezoito anos, colaborador de jornais e revistas, ator amador e orador. Ele tinha uma faculdade notável para retratos de silhueta e também era um ágil improvisador.

## Escritor
Por anos ele esteve intimamente associado a muitos dos movimentos pela emancipação política e pelo avanço social das massas populares. Um de seus poemas, chamado What I live for, foi frequentemente citado por oradores de palco e de púlpito, e é amplamente conhecido. Acredita-se que apareceu pela primeira vez em um jornal de Liverpool. Durante sua residência em Liverpool, ele escreveu uma peça chamada The Swiss Father, na qual William Creswick desempenhou o papel principal. Ele também escreveu para o ator negro Ira Aldridge, um drama intitulado The Slave King, e em anos posteriores dois burlescos inteligentes para os teatros de Durham (Old Maids and Mustard) e Windsor (Ye Doleful Wives of Windsor). Escreveu a longa e popular melodia negra Dandy Jim of Caroline. The Minstrel King, executada por George Alexander Macfarren, e Warwickshire Will ainda são cantadas em reuniões shakespearianas.
Em 1846 ele se casou com Isabella Varley, de Manchester, a autora de Ivy Leaves e de vários romances. Entre 1848 e 1864, Banks foi editor dos jornais Harrogate Advertiser, Birmingham Mercury, Dublin Daily Express, Durham Chronicle, Sussex Mercury e Windsor Royal Standard. Com William Sawyer no Brighton Excursionist, ele também escreveu Blossoms of Poetry, 1841; Spring Gatherings, 1845; Lays for the Times, 1845; Onward, 1848; Peals from the Belfry, 1853; Slander, a Remonstrance in Rhyme, 1860; Life of Blondin, 1862; Finger-post Guide to London; Staves for the Human Ladder, 1850; All about Shakspere, 1864; e Daisies in the Grass, de 1865 (este é um volume de poemas de Banks e de sua esposa). Participou da comemoração do tricentenário da morte de Shakespeare e do centenário de Durham Burns. Ele esteve ativamente interessado no sucesso do Societarismo e institutos de mecânica.

## Morte
Era a intenção de sua esposa editar uma coleção completa de seus poemas e escrever um livro de memórias de sua ativa carreira pública. Infelizmente, nos anos posteriores e nebulosos de sua vida, ele destruiu grande parte do material necessário. Morreu após uma doença longa e dolorosa, em 3 de maio de 1881, em Londres, e foi enterrado no Cemitério de Abney Park.